# Xã Wheeler, Quận Lake of the Woods, Minnesota
Xã Wheeler (tiếng Anh: Wheeler Township) là một xã thuộc quận Lake of the Woods, tiểu bang Minnesota, Hoa Kỳ. Năm 2010, dân số của xã này là 281 người.